# Lisca Nera
Lisca Nera è una piccola isola dell'Italia appartenente all'arcipelago delle isole Eolie, in Sicilia.
Situata nei pressi dell'isola di Panarea, amministrativamente appartiene a Lipari, comune italiano della città metropolitana di Messina in Sicilia.

## Caratteristiche geologiche
L'isoletta, insieme a numerose altre (Dattilo, Bottaro, Lisca Bianca e altre), è ciò che resta di antiche bocche vulcaniche appartenenti all'apparato di Panarea, formatesi circa 130.000 anni fa. In passato tali scogli erano probabilmente uniti fra loro a formare un'isola più grande (forse collegata alla stessa Panarea), ma nel corso dei millenni l'erosione degli agenti atmosferici e fenomeni di bradisismo portarono alla sua separazione in più terre emerse, processo completatosi circa 10.000 anni fa.
Lisca Nera appare oggi come un minuscolo scoglio che affiora dal pelo dell'acqua nei pressi di Panarea, interamente spazzato dal mare durante le mareggiate, ma ancora fino alla metà del XX secolo esso era vasto alcune decine di metri quadri. Gli agenti atmosferici hanno eroso con particolare velocità tale scoglio, cancellandone le poche forme di vita presenti (la lucertola campestre e qualche specie vegetale) nonché le vaghe tracce di una passata presenza umana (schegge di ossidiana).